# Brasilia
Brasilia (Portugees: Brasília) is de hoofdstad van Brazilië en de regeringszetel van het Federaal District. De stad ligt in het Hoogland van Brazilië in de regio Centraal-West van het land. Ze werd opgericht op 21 april 1960 als de nieuwe nationale hoofdstad. Brasília is naar schatting de op twee na meest bevolkte stad van Brazilië. Van de grote Latijns-Amerikaanse steden heeft ze het hoogste BBP per hoofd van de bevolking.
Brasília werd in 1956 ontworpen en ontwikkeld door Lúcio Costa, Oscar Niemeyer en Joaquim Cardozo in een plan om de hoofdstad van Rio de Janeiro naar een meer centrale locatie te verplaatsen. De landschapsarchitect was Roberto Burle Marx. Het ontwerp van de stad verdeelt het in genummerde blokken en sectoren voor specifieke activiteiten, zoals de hotelsector, de banksector en de ambassadesector. De geplande stad wordt al lang bekritiseerd vanwege zijn architectuur en lay-out met meer nadruk op wegen. Om "redenen die passend werden geacht" werd Brasília echter gekozen als UNESCO Werelderfgoed vanwege de modernistische architectuur en de unieke artistieke stadsplanning. Het werd in oktober 2017 door UNESCO uitgeroepen tot "City of Design" en maakt sindsdien deel uit van het Creative Cities Network. Het idee om de hoofdstad naar het midden van het land te verplaatsen, was een oud plan dat voor het eerst werd geïntroduceerd door José Bonifácio, een protagonist van de onafhankelijkheid van Brazilië van Portugal, en Pedro II, een voormalige keizer van Brazilië.
Alle drie de takken van de Braziliaanse federale regering zijn in de stad gecentreerd: uitvoerende, wetgevende en rechterlijke macht. Brasília herbergt ook 124 buitenlandse ambassades. De internationale luchthaven van de stad verbindt het met alle andere grote Braziliaanse steden en enkele internationale bestemmingen, en het is de op twee na drukste luchthaven van Brazilië. Brasília is de tweede meest bevolkte Portugees sprekende hoofdstad ter wereld. Het was een van de belangrijkste gaststeden van de FIFA Wereldkampioenschap Voetbal 2014 en organiseerde enkele voetbalwedstrijden tijdens de Olympische Zomerspelen 2016; het was ook gastheer van de FIFA Confederations Cup 2013.
De stad heeft een unieke status in Brazilië, omdat het een administratieve afdeling is in plaats van een legale gemeente zoals andere steden in Brazilië. Hoewel Brasília via synecdoche wordt gebruikt als synoniem voor het Federaal District, bestaat het federale district uit 31 administratieve regio's, waarvan er slechts één het gebied is van de oorspronkelijk geplande stad, ook wel Plano Piloto genoemd. De rest van het Federal District wordt door IBGE beschouwd als de metropoolregio van Brasília.

## Geschiedenis
De stad is aan het einde van de jaren vijftig van de twintigste eeuw, op initiatief van de toenmalige president Juscelino Kubitschek, in enkele jaren tijd uit de grond gestampt. Brasilia moest als nieuwe, neutrale hoofdstad van het land dienen ter vervanging van Rio de Janeiro. Een belangrijk doel was de economische ontwikkeling van het Braziliaanse achterland.
Wettelijk is Brasilia geen stad en ook geen deelstaat, maar hoort direct toe aan de Unie. De Braziliaanse grondwet verbiedt het verdelen van het federale district in gemeenten. De basiswet is geen grondwet, zoals in de deelstaten, maar een organieke wet, net als in de gemeenten. Ook heeft Brasilia geen burgemeester, maar wordt zijn regering geleid door een gekozen gouverneur. Brasilia - het federale district - heeft zijn eigen kenmerken maar lijkt bestuurlijk gezien toch bijna volledig op een Braziliaanse deelstaat.
Na het idee om een nieuwe hoofdstad te ontwikkelen is de ontwerper Niemeyer met zijn team gaan zoeken. Vanuit de lucht in een vliegtuig hebben zij gebieden bekeken en zagen zij de geschikte plaats waar de stad heden gevestigd is. Centraal, redelijk vlak en met een natuurlijk watergebied.
De stad is gebaseerd op een stedenbouwkundig plan van Lúcio Costa met de vorm van een vliegtuig. Aan een brede, centrale boulevard, de "monumentale as" (Eixo Monumental) liggen alle regeringsgebouwen. Dwars daarop staan twee "vleugels" (de Asa Norte en Asa Sul). Daaraan liggen, uiterst regelmatig geordend, grote woonblokken (superquadra's). Een groot aantal monumentale gebouwen (onder meer de kathedraal en het congres) is van de hand van architect Oscar Niemeyer. De architecturale en stedenbouwkundige ideeën van Le Corbusier zijn van grote invloed geweest bij het concipiëren van de nieuwe stad Brasilia, zoals onder meer het uiteenleggen van de functies waardoor het verkeer toeneemt.
In tegenstelling tot een algemeen verbreide misvatting ligt Brasilia niet in het tropisch regenwoud, maar in de "cerrado", een tropische savanneachtige hoogvlakte. De stad is gebouwd aan een klein stuwmeer (Lago Paranoá) op een hoogte van 1.150 meter. Het stuwmeer, dat een klein deel van de benodigde elektriciteit levert, werd vooral aangelegd om de stad tegen de zeer strenge droge tijd (ongeveer april t/m september) te beschermen door de kritische daling in de vochtigheidsgraad enigszins te doen verminderen. Om deze reden zijn de overheidsgebouwen ook omringd door waterspiegels.

## Demografie
In Brasilia wonen ongeveer 3 miljoen mensen, inclusief de zogenaamde satellietsteden, kleinere steden, die op enige afstand van Brasilia zijn verrezen. Oorspronkelijk woonden hier vooral de arbeiders die de stad bouwden en hier een goede toekomst tegemoet zagen. De satellietsteden zijn inmiddels uitgegroeid tot volwassen moderne steden.
Voor veel inwoners is Brasilia niet meer dan een werkstad. Dat verandert echter op de zondagen wanneer de hoofdwegen voor auto's verboden zijn en aan de fietsers toebehoren. De stad is onderverdeeld in economische bezigheden, zo is er een bankdistrict, hoteldistrict, cultuurwijk, ambassadewijk, wijk met (sport)clubs, etc. Die verdeling is hetzelfde in beide vleugels van de stad en heeft als voordeel dat men nooit lang naar een bepaald bedrijf of organisatie hoeft te zoeken. Sinds 2001 beschikt de stad over een eigen metro die inmiddels twee lijnen heeft en een lengte van 42 kilometer. De metro verbindt enkele satellietsteden met het centrale gedeelte van Brasilia.
In Brasilia zijn er momenteel meer dan 114 middelbare scholen erkend door het MEC (Ministerie van Onderwijs).

## Verkeer en vervoer
Vanuit Brasilia vertrekken in de verschillende windrichtingen de radiale federale snelwegen: 010, 020, 030, 040, 050, 060, 070, 080 en 090. Daarnaast liggen er in en rond Brasilia verschillende regionale snelwegen onder het beheer van het federaal district en een enkele verbindende snelweg.

## Sport
Hoewel Brazilië een van de voetballanden bij uitstek is heeft de stad geen rijke voetbaltraditie. Brasiliense speelde één seizoen in de hoogste afdeling. Het staatskampioenschap Campeonato Brasiliense is van geen hoog niveau. Naast Brasiliense is Gama ook een succesvolle club. Sinds 2014 is er geen enkele club uit de staat vertegenwoordigd in een van de drie hoogste nationale reeksen.
Het Estádio Nacional de Brasília werd gebruikt voor de FIFA Confederations Cup 2013 en bij het WK in 2014. Het werd gebruikt voor voetbalwedstrijden op de Olympische Zomerspelen 2016.

## Stedenbanden
Zustersteden van Brasilia:
- Buenos Aires, Argentinië (1986)
- Diamantina, Brazilië
- Xi'an, China
- Bogota, Colombia
- Berlijn, Duitsland
- Rome, Italië
- Guadalajara, Mexico
- Amsterdam, Nederland
- Abuja, Nigeria
- Lima, Peru
- Lissabon, Portugal
- Doha, Qatar
- Montevideo, Uruguay
- Boston, Verenigde Staten
- Washington D.C., Verenigde Staten

## Bekende inwoners van Brasilia

### Geboren
- Erenice Guerra (1959), advocate en politica
- Julia dos Santos Baptista (1966), kunstschilder
- Carlos Alberto Dias (1967), voetballer
- Leila Barros (1971), volleyballer, beachvolleyballer en politica
- Ibaneis Rocha (1971), gouverneur van Federaal District
- Márcio Amoroso (1974), voetballer
- Harley Marques (1975), beachvolleyballer
- Washington Stecanelo Cerqueira, "Washington" (1975), voetballer
- Vitor Meira (1977), autocoureur
- Lucimar da Silva Ferreira, "Lúcio" (1978), voetballer
- Ricardo Izecson dos Santos Leite, "Kaká" (1982), voetballer
- Rodrigo Ifrano dos Santos Leite, "Digão" (1985), voetballer
- Bruno Oscar Schmidt (1986), beachvolleyballer
- Henrique Almeida Caixeta Nascentes, "Henrique" (1991), voetballer
- Felipe Nasr (1992), autocoureur
- Bernardo Oliveira (1993), boogschutter
- Weverson Leandro Oliveira Moura, "Leandro" (1993), voetballer
- Lucas Silva, "Lucão" (1996), voetballer
- Reinier Jesus Carvalho (2002), voetballer

### Overleden
- Alfredo Stroessner (1912-2006), president van Paraguay

## Galerij

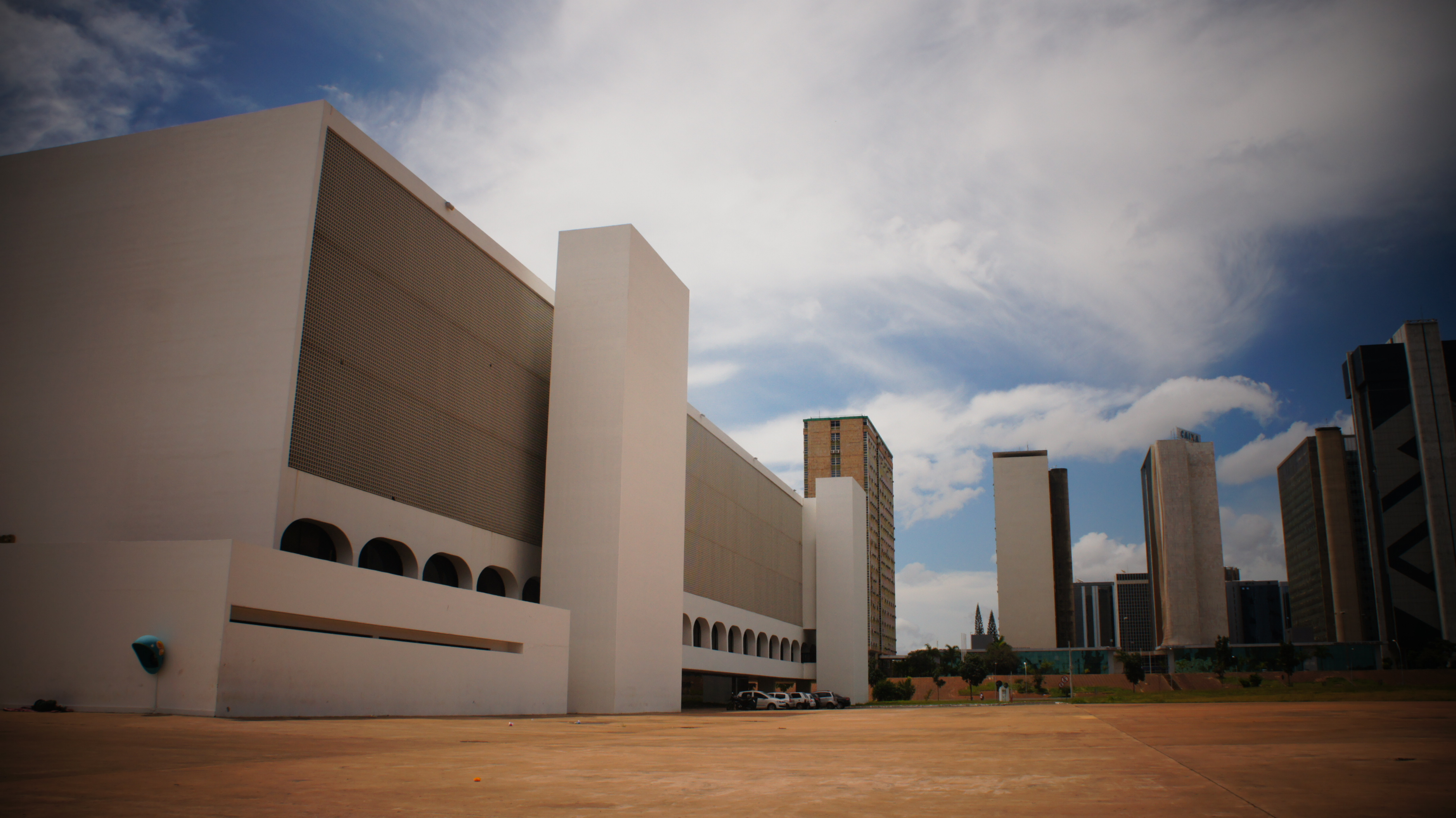
Nationale Bibliotheek van Brasilia
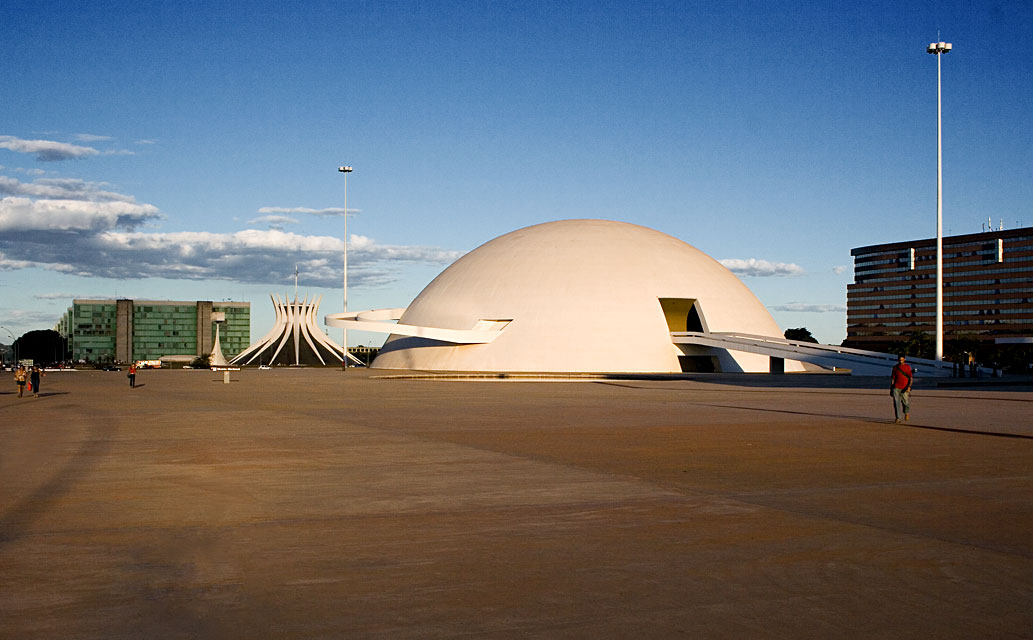
Museu Nacional Honestino Guimaraes
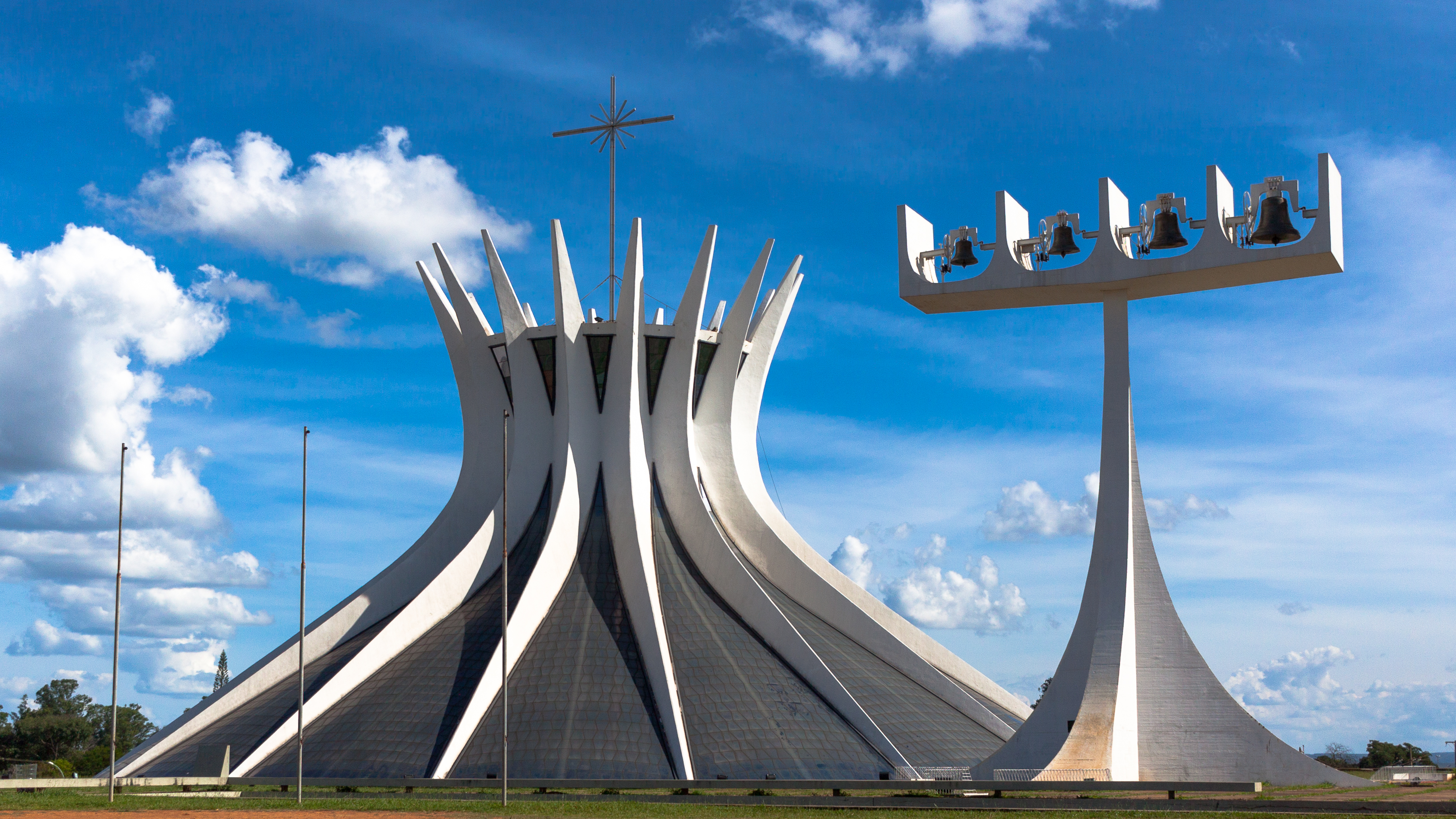
Kathedraal van Brasilia
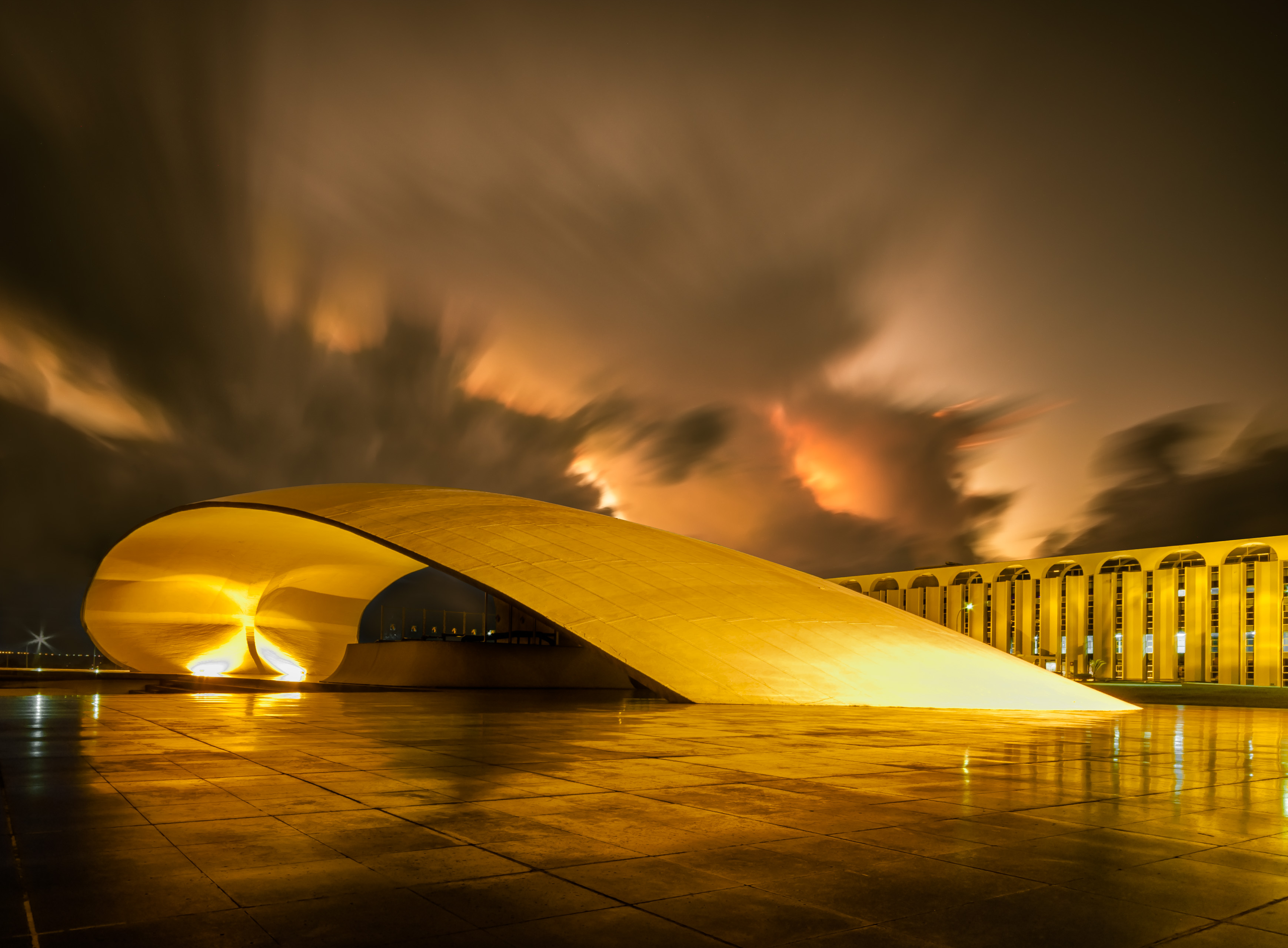
Monument Duque de Caxias
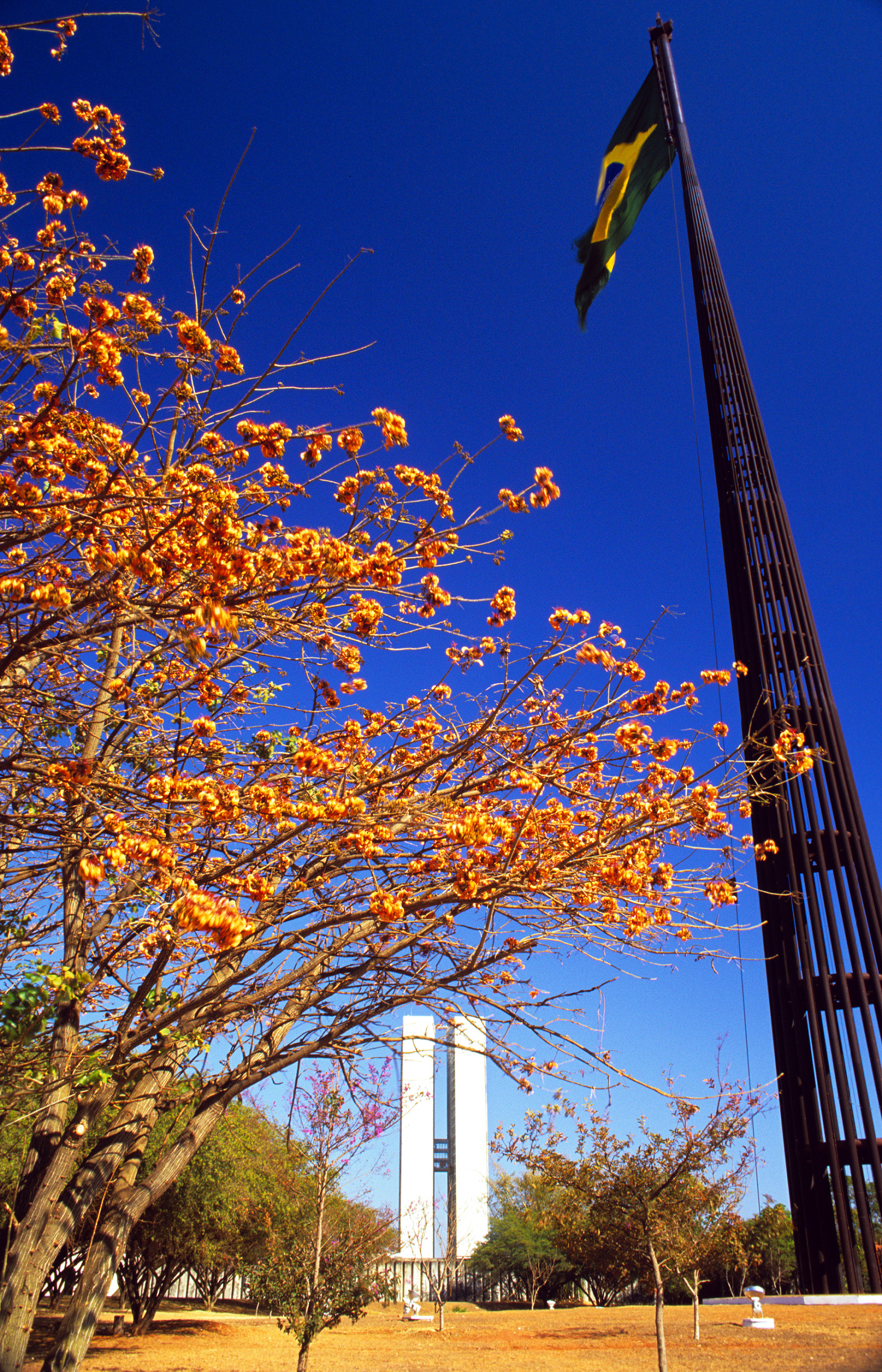
Bandeira brasileira op het plein Praça dos Três Poderes
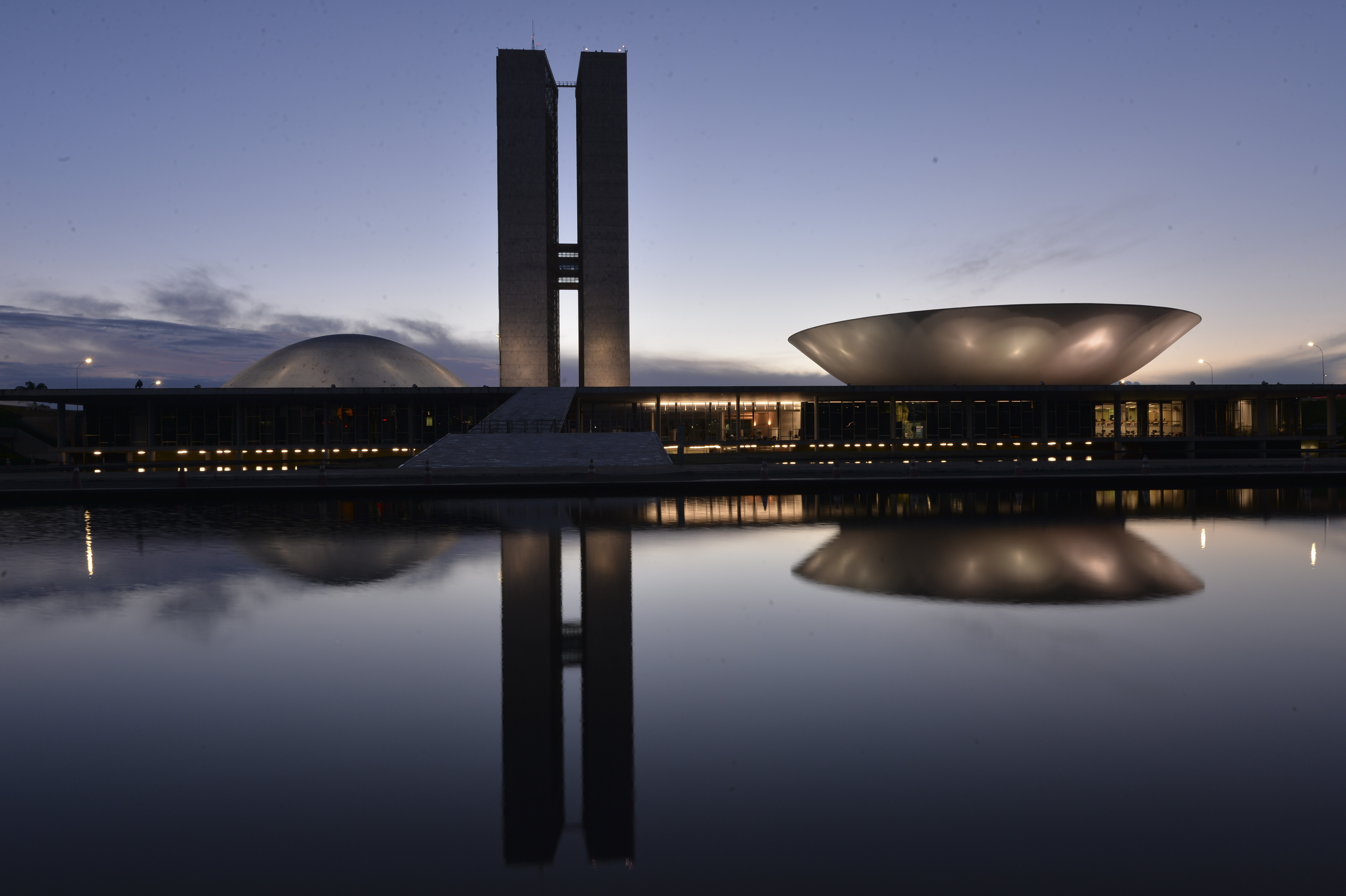
Het gebouw van het Nationaal Congres van Brazilië, het paleis Palácio do Congresso Nacional
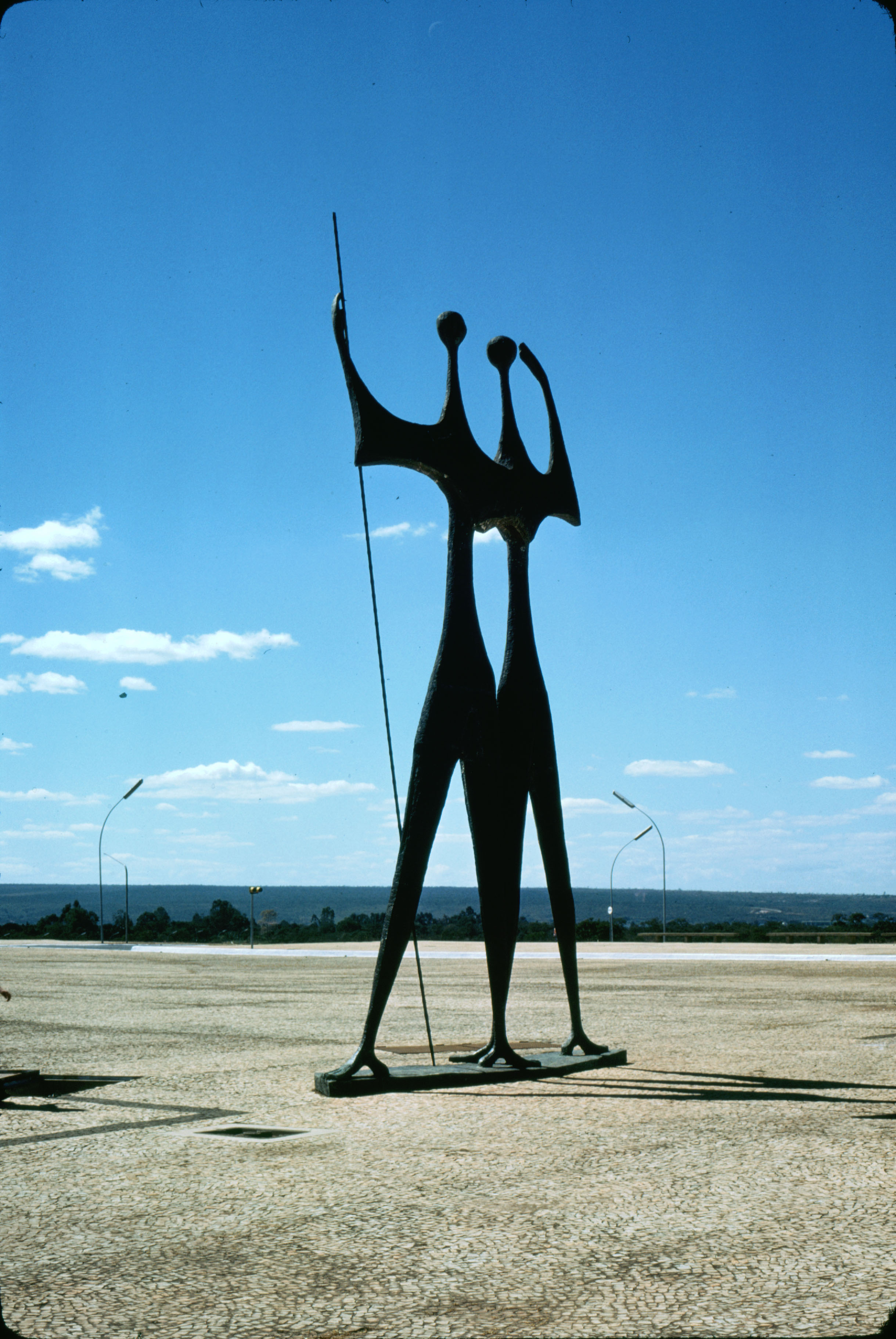
Os Candangos Sculptuur  van Bruno Giorgi
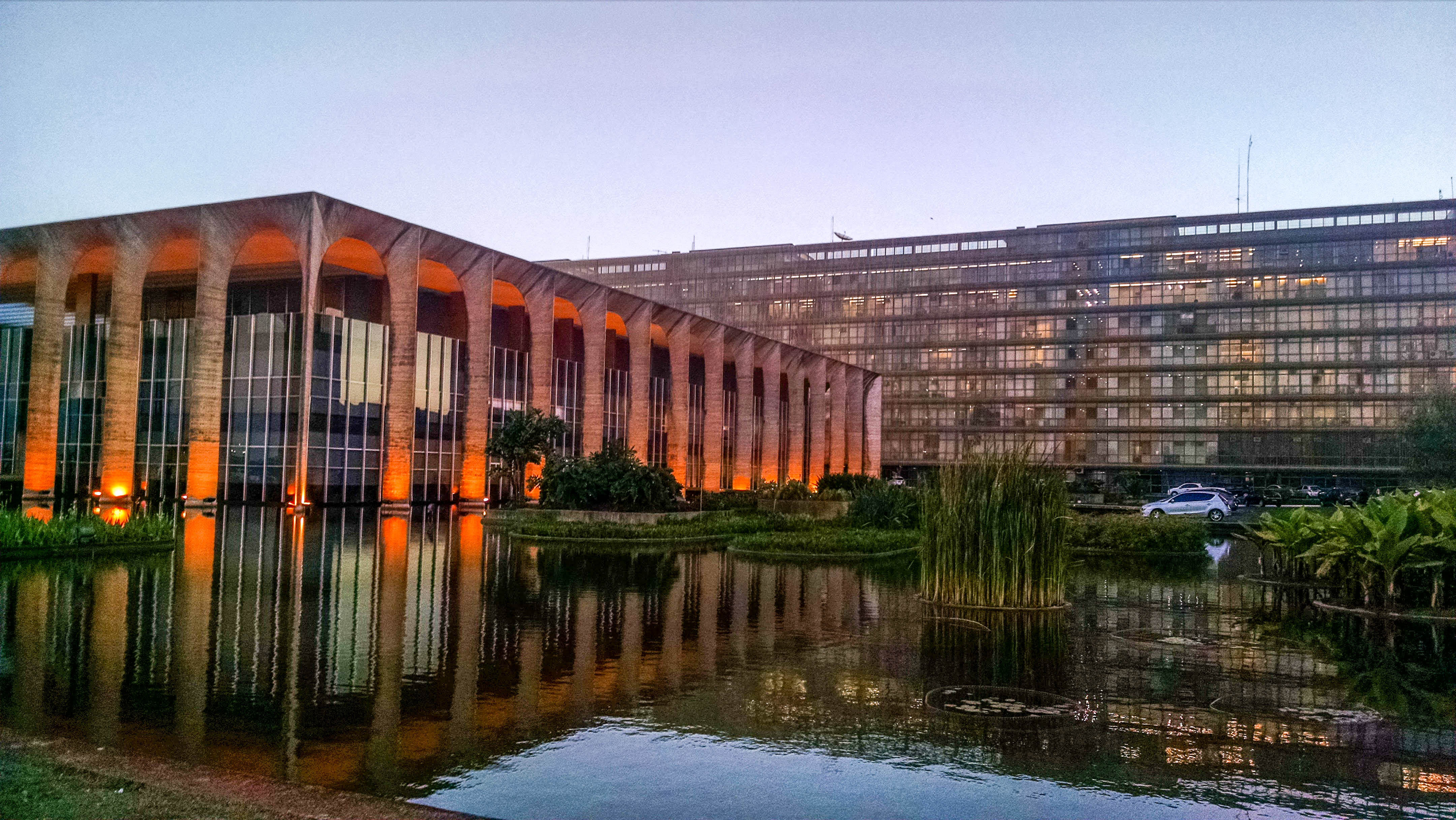
Palácio do Planalto, het werkpaleis van de president van Brazilië
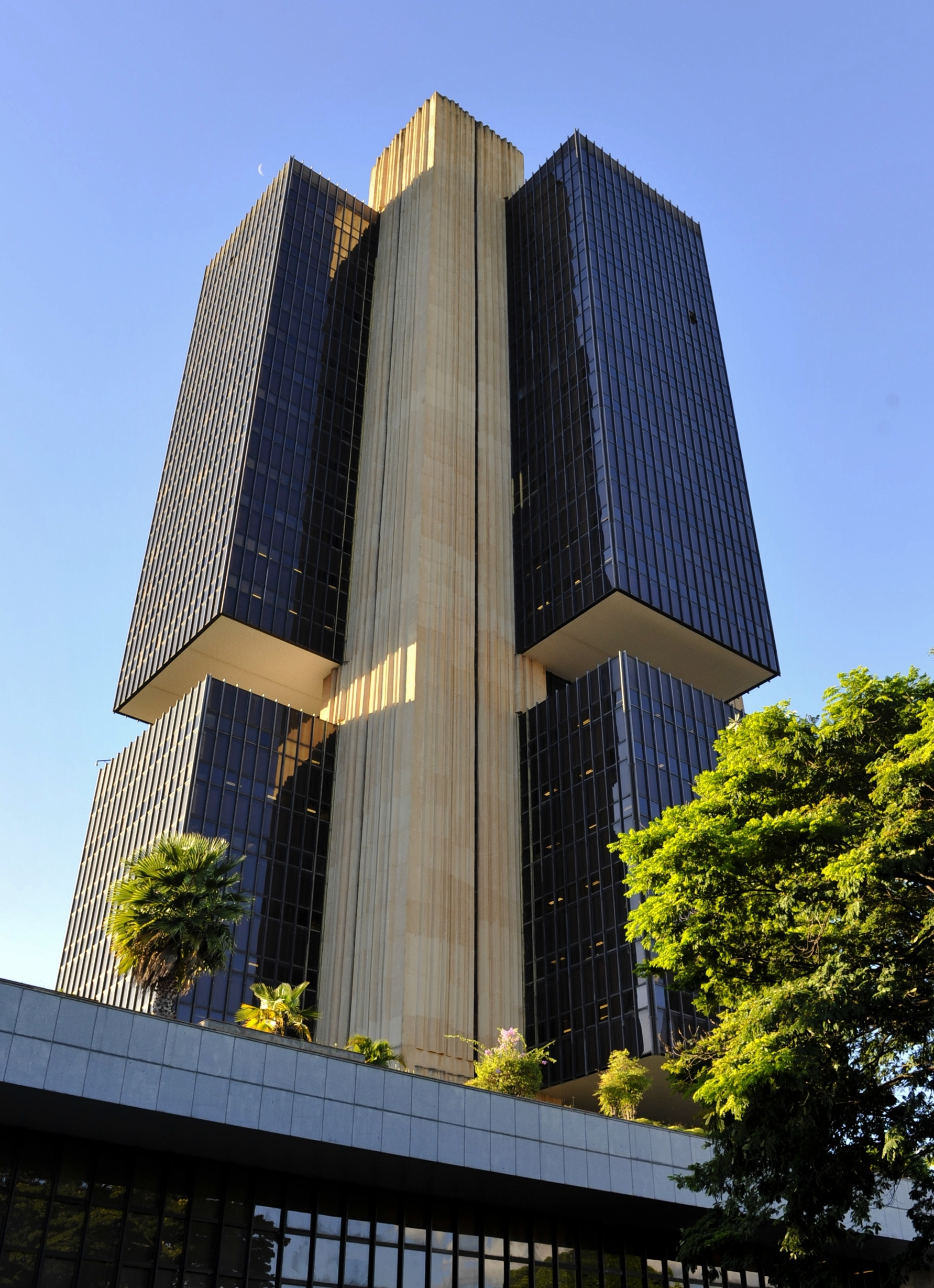
Banco Central do Brasil
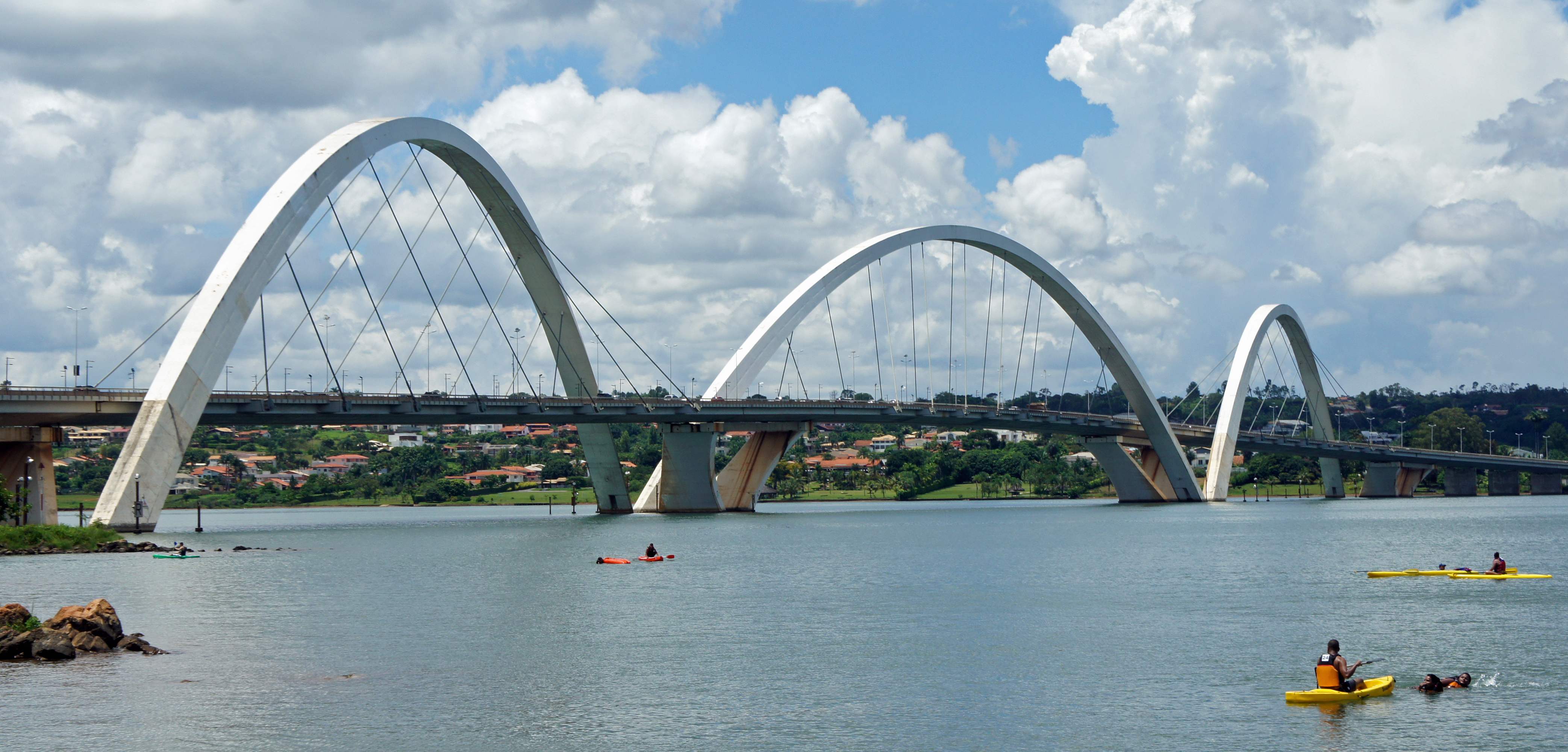
De Brug Juscelino Kubitschek
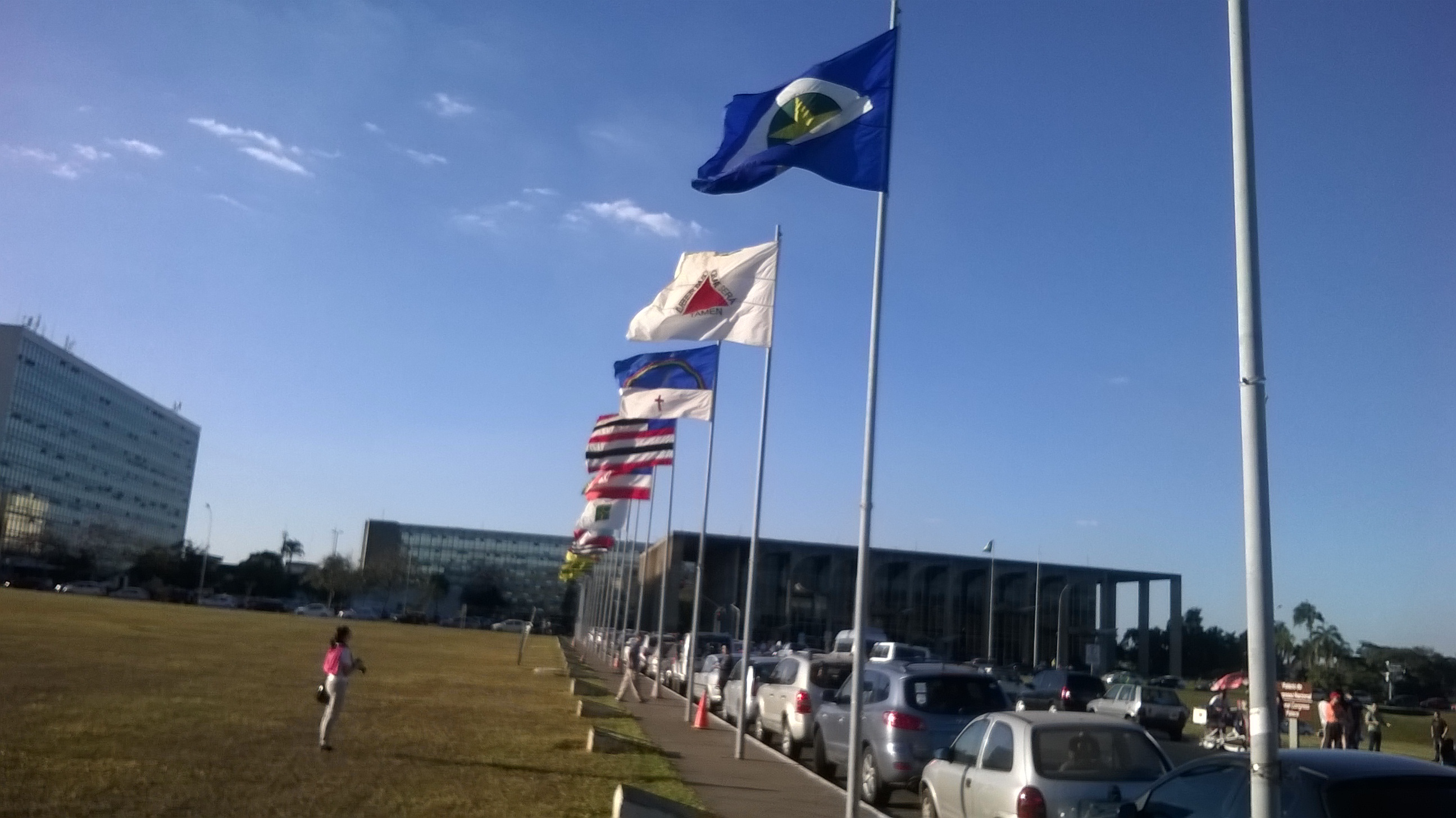
De 27 vlaggen van de staten van Brazilië
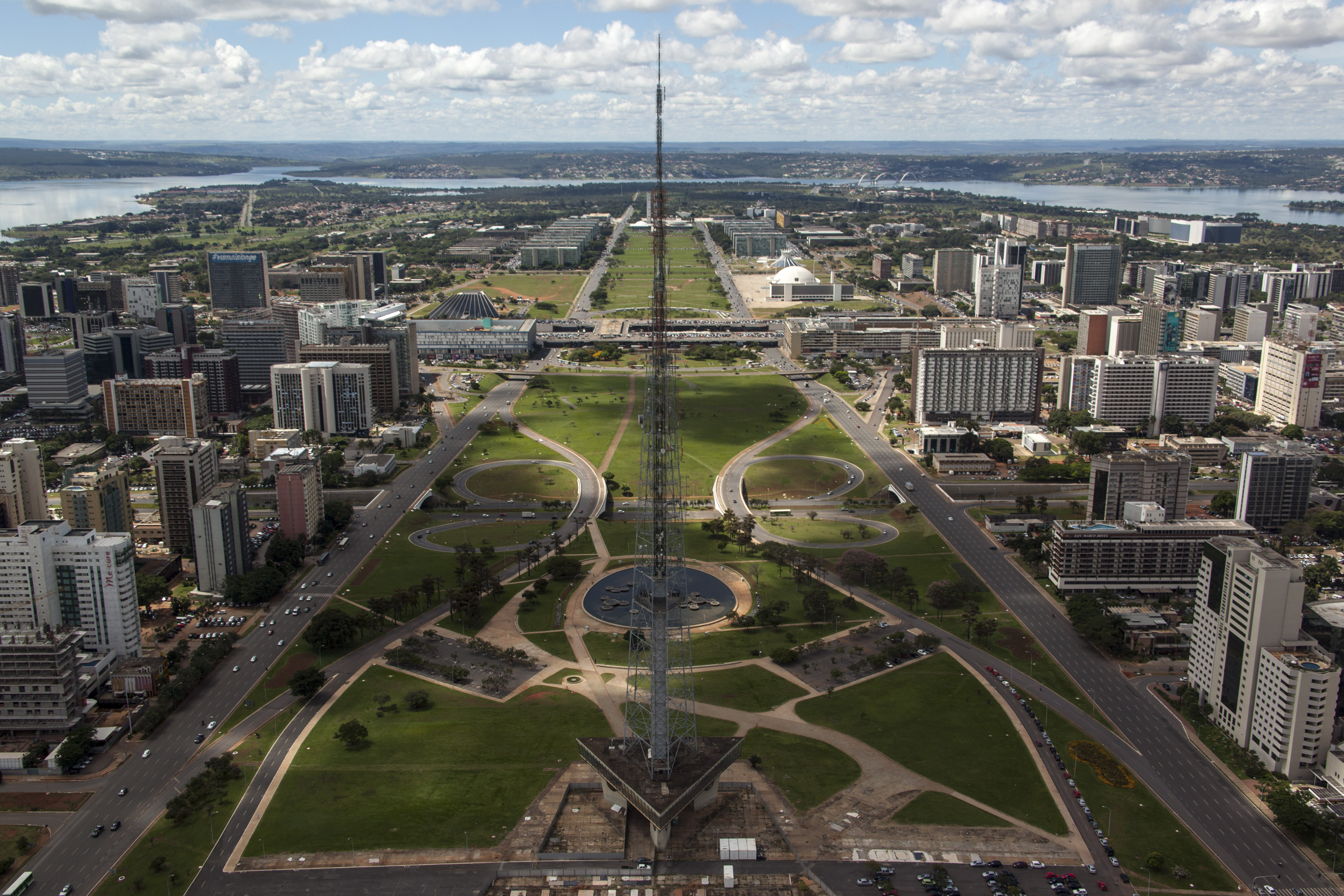
Monumentale as
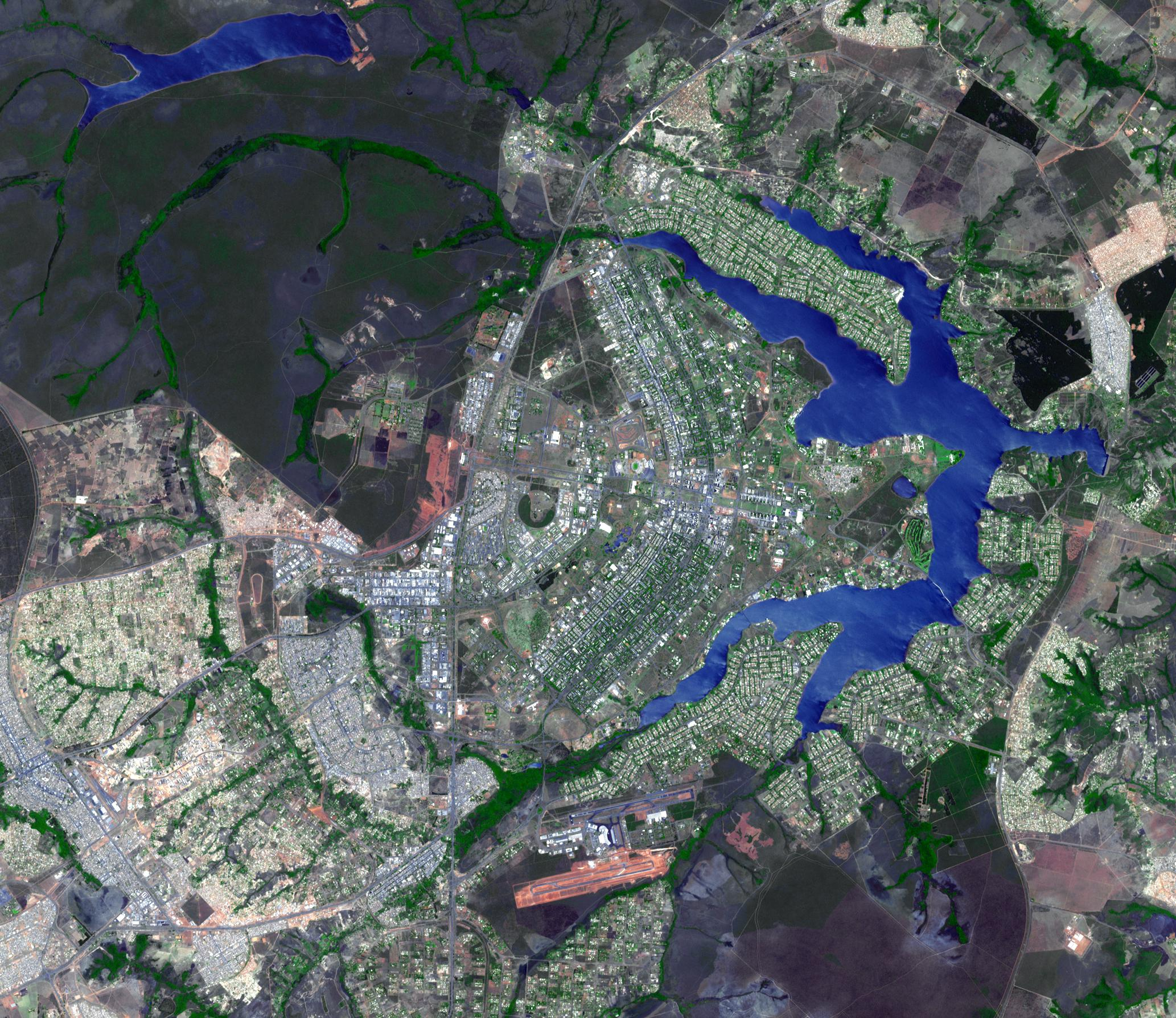
Satellietfoto